# Antike und Abendland
Antike und Abendland (Beiträge zum Verständnis der Griechen und Römer und ihres Nachlebens; Abkürzungen A & A, A u A, Ant Ab, Ant Abendland, Antike Aben und Antike Abendl) ist ein wissenschaftliches Jahrbuch im Bereich der Klassischen Altertumswissenschaften.
Das Jahrbuch wurde von Bruno Snell am Ende des Zweiten Weltkriegs begründet. Der erste Band für das Jahr 1944 erschien 1945. Bis 1948 erschienen drei Bände, von 1954 bis 1962 die Bände 4 bis 11. Seit Band 12 (1966) erscheint die Zeitschrift regelmäßig jährlich. Sie will ein Forum zur Diskussion fächerübergreifender Fragen zur Antike und ihrer Rezeptions- und Wirkungsgeschichte bieten, wobei die Disziplinen der Klassischen Philologie, der Alten Geschichte, der Germanistik, Romanistik und Anglistik auch im Herausgebergremium entsprechend repräsentiert sind. Dem Gremium gehören aktuell Sibylle Baumbach, Bernhard Huß, Gernot M. Müller, Karen Piepenbrink, Robert Seidel, Johannes Süßmann sowie Joachim Jacob und Peter v. Möllendorff als Schriftleiter an.
Der Untertitel "Beiträge zum Verständnis der Griechen und Römer und ihres Nachlebens" wurde mit dem Jahrbuch 70/2024 abgelegt. Denn nicht nur ist der Begriff "Antike" weiter zu fassen und bezeichnet mehr als nur das griechische und römische Altertum, sondern auch die späteren Epochen sind Zeitlichkeiten eigenen Rechts und mit "Nachleben" zu eng perspektiviert.
Seit dem Jahrbuch 67/2021 erscheint zudem eine initiale Rubrik mit Beiträgen zur aktuellen Situation der Altertumswissenschaften und zur kritischen Reflexion ihrer Rolle in der heutigen Gesellschaft.
Veröffentlicht werden Aufsätze in deutscher, englischer, französischer und  italienischer Sprache. Die Jahrbücher bieten keinen Rezensionsteil.